# May Sinclair
May Sinclair, pseudônimo de Mary Amelia St. Clair Sinclair (Rock Ferry, 24 de agosto de 1863 – Buckinghamshire, 14 de novembro de 1946) foi uma proeminente escritora, poeta, crítica literária, tradutora e feminista britânica.
Escreveu 23 livros, 39 contos de variados estilos, dois tratados filosóficos, uma biografia e várias coleções de poesias, sendo uma das mais famosas escritoras da época e uma das expoentes do Modernismo. Sufragista, foi membro da Liga das Escritoras Sufragistas, tendo se vestido uma vez de Jane Austen em um evento para levantar fundos para ações sufragistas.
May foi uma influente crítica da poesia e da literatura modernista, tendo escrito em variados gêneros, incluindo contos de horror. Acredita-se que ela tenha sido a primeira a usar o termo "fluxo de consciência" em um contexto literário, ao resenhar os primeiros volumes da série Pilgrimage, de Dorothy Richardson, em 1918.

## Biografia
May nasceu em 1863, em Rock Ferry, na região de Wirral, que hoje faz parte do condado de Cheshire, filha de William e Amelia Sinclair. Seu pai era armador em Liverpool, mas acabou falido e alcoólatra, deixando a família na pobreza. May era a mais nova de seis irmãos e a única menina. Seus pais se separaram quando May tinha sete anos e em 1901 ela morreu. Ainda criança se mudou com a família para Ilford, nos arredores de Londres. Estudou por um ano no Cheltenham Ladies College, mas foi obrigada a abandonar os estudos para poder cuidar dos quatro irmãos, todos mais velhos que ela. Um deles sofria de uma grave doença cardíaca e precisava de cuidado constante. Um de seus irmãos, Harold, morreu em 1887. Outro, Frank, morreu em 1998.
May, a mãe e o único irmão em casa, Reginald, se mudaram para Sidmouth, na costa sul de Devon em 1890, devido à saúde dele, mas seu irmão acabaria falecendo em 1891. A literatura e os estudos acabaram se tornando um lugar seguro para May, autodidata, que escreveu um ensaio filosófico publicado em 1892 e seu primeiro trabalho pago por uma editora, The Ethical and Religious Import of Idealism, em 1893. Para complementar a renda da família, também começou a fazer traduções e resenhas para revistas literárias.
May começou a ler filosofia e poesias ainda criança, além de literatura em geral. Se interessou pelo trabalho de T.H. Green e também pela psicanálise, o que a tornou muito consciente sobre a situação das mulheres, fazendo-a integrar o movimento feminista e sufragista. Enquanto era estudante no Cheltenham Ladies College, sua professora, Dorothea Beale, percebeu a aptidão da estudante e a encorajou a seguir carreira na filosofia. Seus primeiros ensaios e poemas foram publicados na revista da faculdade entre 1882 e 1898.

## Carreira
Para poder sustentar a família, em especial a mãe doente, May começou a escrever em 1896. Em seus livros, várias discussões feministas são feitas, tratando de casamento e a posição da mulher na sociedade. Seus livros começaram a fazer sucesso, inclusive nos Estados Unidos.
Seu primeiro livro foi Audrey Craven (1897). Interessada no progresso moral de seus personagens e nas formas como a abnegação pode alimentar ou retardar esse progresso, May escreveu um romance best-seller sobre esse tema, The Divine Fire (1904). Seus romances criticavam a instituição do casamento, como Sr. e Sra. Nevill Tyson (1897) e The Helpmate (1907). Seu romance de 1910, The Creators, indicou as forças sociais patriarcais que impediam a criatividade das mulheres daquela época, forçando-as às demandas da vida familiar e doméstica.
Ativa no movimento sufragista, suas ações foram lembradas até por Sylvia Pankhurst. Escrevia suas ideias feministas para o periódico da Liga das Escritoras Sufragistas, em 1912, onde refutou as alegações machistas de Sir Amroth Wright, que dizia que as sufragistas eram frustradas sexualmente pela "escassez de homens". May disse que o sufrágio e a luta de classes eram aspirações semelhantes e que a mulher trabalhadora não deveria competir com as ambições da classe trabalhadora masculina.
Em 1913, May foi uma grande apoiadora da Clínica Médico-Psicológica, em Londres, fundada por Jessie Murray. May se interessava pela psicanálise e chegou a trabalhar com alguns temas tratados por Sigmund Freud em seus livros, tendo sido uma das primeiras autoras a fazer isso. Em 1914, foi voluntária na Munro Ambulance Corps, uma organização de caridade administrada por um dos fundadores da Clínica Médico-Psicológica, que prestou assistência aos soldados belgas no fronte ocidental da Primeira Guerra Mundial, em Flanders. May ficou apenas algumas semanas nas trincheiras e ao retornar para casa escreveu sobre essa experiência em seus livros e poemas. Seu romance The Tree of Heaven (1917) falava de como a guerra afetava as famílias e principalmente as mulheres.

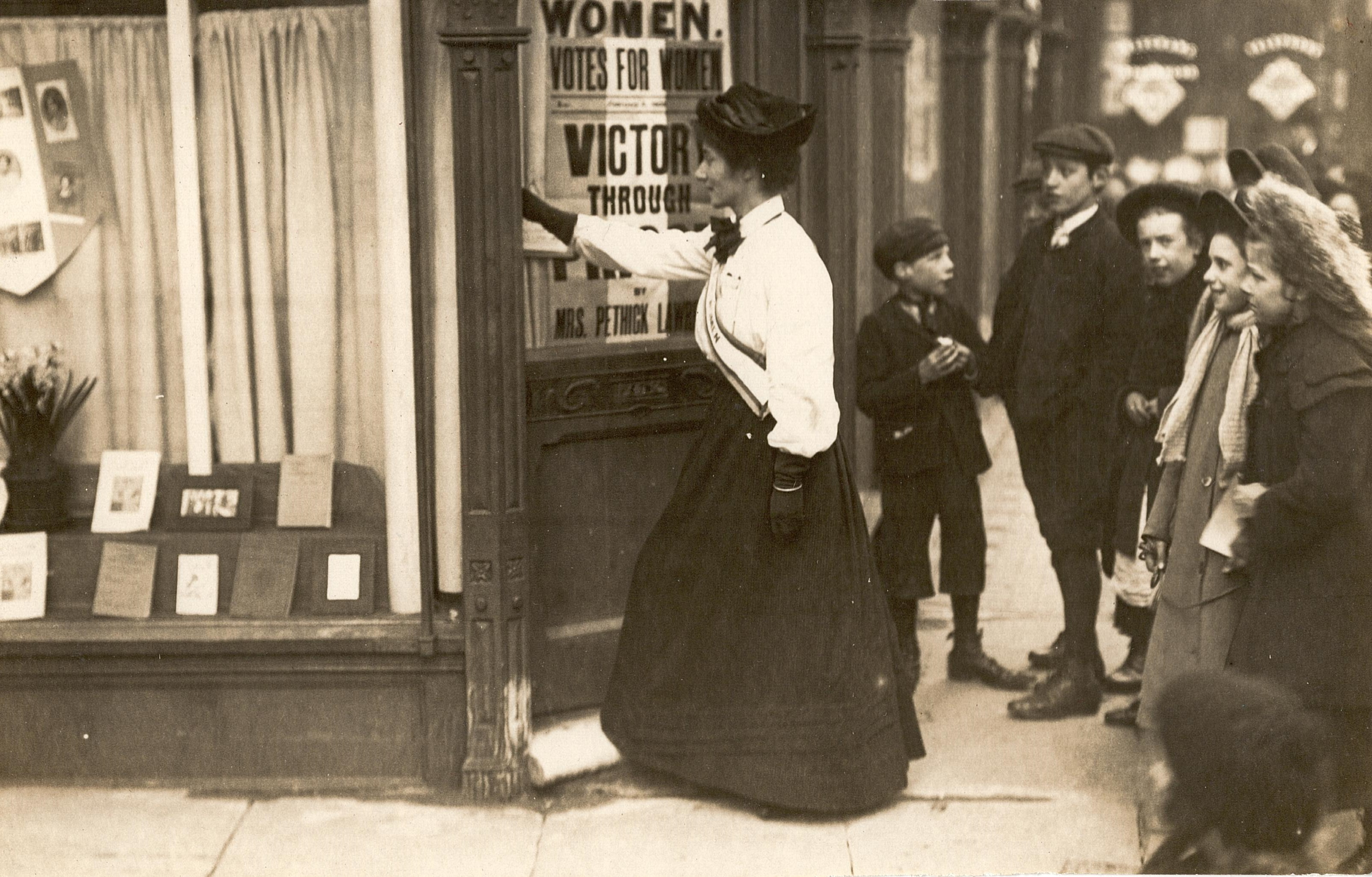
May Sinclair entrando na loja da Kensington's Women's Social & Political Union em 1910

Ainda em 1913, seu livro The Combined Maze foi altamente elogiado pela crítica. George Orwell fez altos elogios ao livro em sua resenha, enquanto Agatha Christie considerava a obra um dos maiores romances ingleses de todos os tempos. May foi também bastante crítica ao Imagismo. Foi bastante positiva com a poesia de T. S. Eliot e com os livros de Dorothy Richardson. Foi em contato com as obras de Dorothy que May introduziu no meio literário o termo "fluxo de consciência", tendo sido desde então adotado por outros autores e críticos.
Além das poesias e dos romances realistas, May escrevia ficção sobrenatural e contos de terror. Escreveu duas coletâneas de contos de horror, Uncanny Stories (1923) e The Intercessor and Other Stories (1931). Alguns críticos dizem que ainda que a contribuição de May para o horror tenha sido pequena, ela foi significativa.
Brian Stableford uma vez declarou:
| “ | Os contos sobrenaturais de May Sinclair foram escritos com uma incomum delicadeza e precisão, e estão entre os melhores exemplos do gênero. | ” |

## Últimos anos
No começo da década de 1920, May começou a demonstrar sintomas relacionados ao Mal de Parkinson e parou de escrever. Fixou residência em Buckinghamshire em 1932 com sua dama de companhia e enfermeira e se retirou da vida pública, levando uma vida solitária e reclusa.

## Morte
May ficou muito debilitada física e mentalmente por conta da doença e morreu em decorrência do Mal de Parkinson em 14 de novembro de 1946, em Buckinghamshire, aos 83 anos. Ela foi sepultada no cemitério da igreja de St John-at-Hampstead, em Londres.

## Publicações

### Livros
- sem data The Small Room
- Audrey Craven (1897)
- Two Sides of a Question (1901)
- Divine Fire (1904)
- Superseded (1906)
- The Helpmate (1907)
- Kitty Taileur (1908)
- The Creators (1910)
- Feminism (1912) panfleto
- The Combined Maze (1913)
- The Return of the Prodigal (1914)
- The Belfry (1916)
- Tasker Jervons (1916)
- The Tree of Heaven (1917)
- Mary Olivier (1919)
- The Romantic (1920)
- Mr. Waddington Of Wyck (1921)

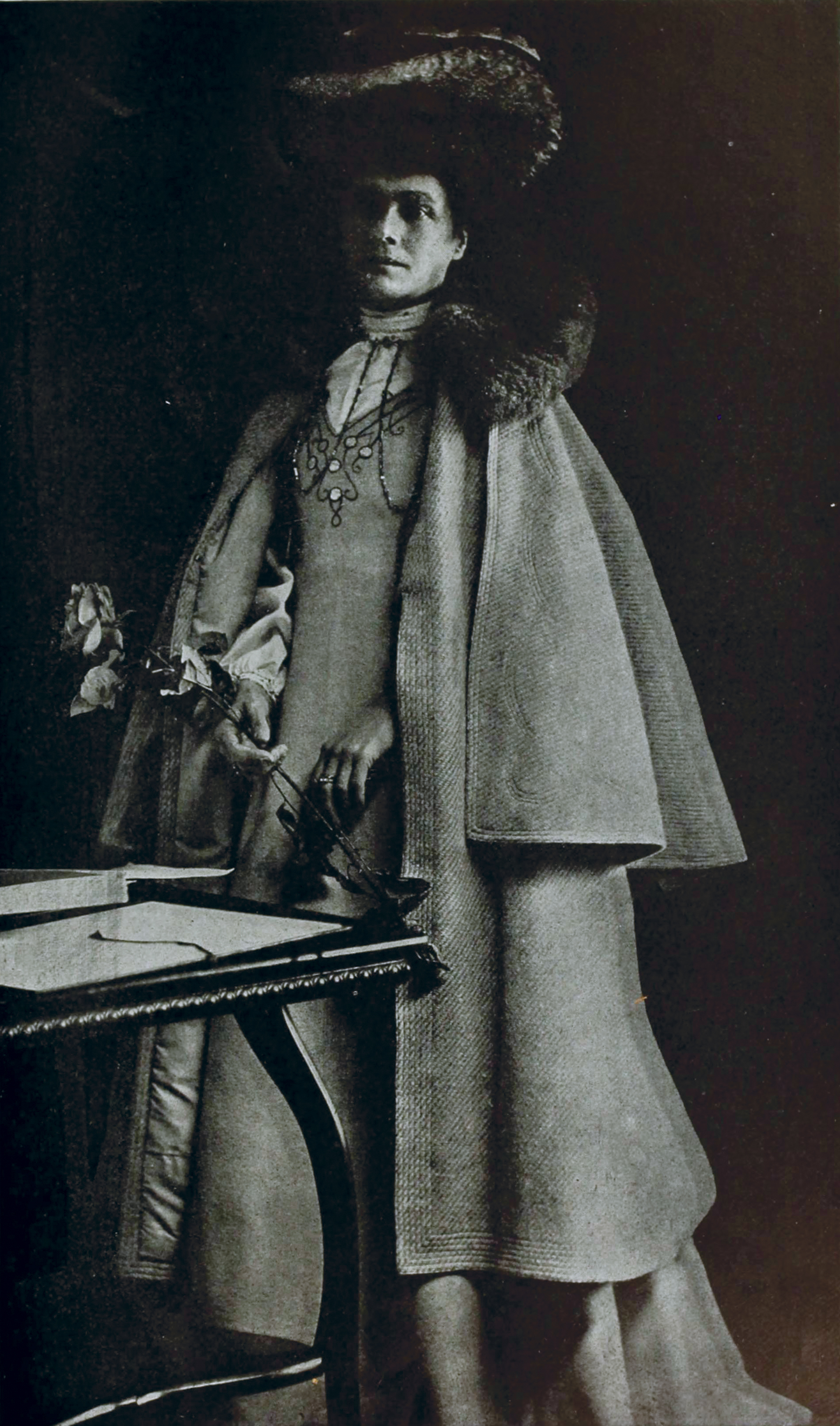
Foto de May Sinclair, por E. Huggins

- Anne Severn and the Fieldings (1922)
- Life and Death Of Harriett Frean (1922)
- Arnold Waterlow (1924)
- A Cure of Souls (1924)
- The Rector of Wyck (1925)
- Far End (1926)
- The Allinghams (1927)
- History of Anthony Waring (1927)
- The Three Sisters (1982)

### Coletâneas
- The Flaw in the Crystal (1912)
- Uncanny Stories (1923)
- Tales Told by Mrs Simpson (1930)
- The Intercessor (1931)

### Não ficção
- The Three Brontes (1914)

### Contos
- The Villa Desiree (1921)
- Where Their Fire is Not Quenched (1922)
- The Finding of the Absolute (1923)
- The Flaw in the Crystal (1923)
- If the Dead Knew (1923)
- The Nature of the Evidence (1923)
- The Token (1923)
- The Victim (1923)
- The Mahatma's Story (1931)
- The Intercessor (1932)

### Antologias com seus contos
- The Ghost Book (1926)
- Great Short Stories of Detection, Mystery and Horror (1928)
- A Century of Creepy Stories (1934)
- The Mystery Book (1934)
- The Mammoth Book of Thrillers, Ghosts and Mysteries (1936)
- And the Darkness Falls (1946)
- Who Knocks? (1946)
- Spine Chillers (1961)
- The 2nd Fontana Book of Great Horror Stories (1967)
- The 6th Fontana Book of Great Ghost Stories (1970)
- Mind in Chains (1970)
- The Penguin Book of Classic Fantasy by Women (1977)
- Witches' Brew (1984)
- The 20th Fontana Book of Great Ghost Stories (1984)
- Haunting Women (1988)
- The Book of Fantasy (1988)
- The Oxford Book of Twentieth-Century Ghost Stories (1996)